# Municipio de Baldone
El municipio de Baldones (en Letón: Baldones novads) es uno de los ciento diez municipios de Letonia, se encuentra localizado en el suroeste de dicho país báltico. Fue creado durante el año 2008 después de una reorganización territorial. La ciudad capital es la ciudad de Baldone.

## Ciudades y zonas rurales
- Baldone (ciudad con zona rural)

## Población y territorio
Su población se encuentra compuesta por un total de 5.502 personas (2009). La superficie de este municipio abarca una extensión de territorio de unos 179,1 kilómetros cuadrados. La densidad poblacional es de 30,72 habitantes por cada kilómetro cuadrado.